# Kleine Club
De Kleine Club is de Sociëteit van de notabelen van het fictieve stadje Rommeldam, waaronder Olivier B. Bommel, Burgemeester Dickerdack, Markies de Canteclaer, O. Fanth Mzn, Dorknoper, Commissaris Bulle Bas en anderen. Ook Grootgrut, de kruidenier van heer Olivier B. Bommel, maakt deel uit van deze club. De club is met luxefauteuils ingericht en is, evenals Rommeldam en de genoemde personen, een creatie van Marten Toonder.
De eerste vermelding is in De volvetters. De club blijkt in dat verhaal al een anonieme secretaris te hebben. De positie van de voorzitter O.Fanth Mzn. wordt in De gekikkerde vorst aan de orde gesteld. Vrouwen worden niet toegelaten, tenzij bij speciale gelegenheden, zoals het bal in het verhaal De uitvalsels.